# Fiodor Schechtel

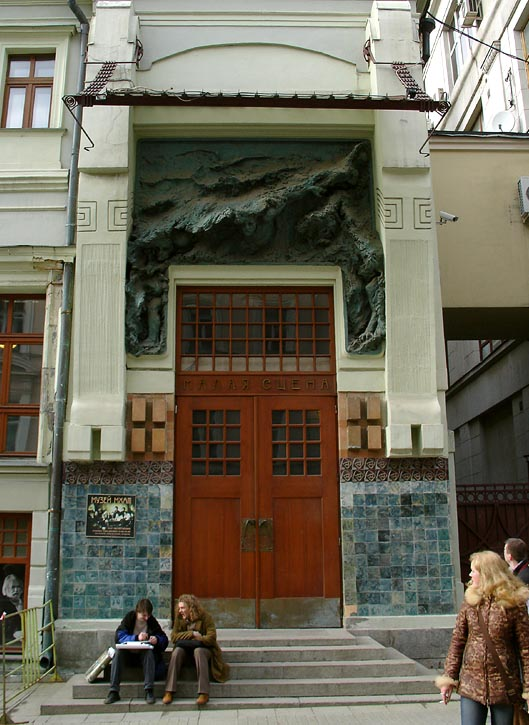
Wejście do moskiewskiego teatru, zaprojektowanego przez Schechtela

Fiodor Osipowicz Schechtel, Fiodor Osipowicz Szechtel (Franz Albert Schechtel; ros. Фёдор Осипович Шехтель, ur. 7 sierpnia (26 lipca w starym stylu) 1859 w Petersburgu (źródła podają też inne daty dzienne, np. 16 lipca 1859, a nawet roczne - 1860), zm. 7 lipca (26 czerwca wg Encyklopedii PWN) 1926 w Moskwie) – rosyjski architekt, tworzący głównie w stylu secesji. 
Schechtel uważany jest za jednego z czołowych architektów secesji w Rosji i największego w Moskwie. Tym niemniej wcześniej tworzył budynki w stylu historyzmu i neogotyckim oraz neorosyjskim, elementy tego ostatniego włączał też do swoich projektów secesyjnych. Po 1904 zaczął projektować funkcjonalne, prawie pozbawione zdobień budynki żelbetowe z dużym udziałem przeszkleń. Reprezentują one protokonstruktywizm

## Wybrane realizacje
- Pałacyk Morozowa, Moskwa (neogotyk, k. XIX w.)[8]
- Dworzec Jarosławski w Moskwie (secesja z elementami neorosyjskimi, pierwsza dekada XX w.)[9]
- Pałacyk S.P. Riabuszyńskiego, Moskwa (secesja, pierwsza dekada XX w.)[10]
- bank Riabuszyńskich, Moskwa (protokonstruktywizm, 1904-1905)[11]
- gmach Moskiewskiego Towarzystwa Kupieckiego, Moskwa (protokonstruktywizm, 1909-1911)[12]

## Upamiętnienie
Jego nazwisko nosi planetoida (3967) Shekhtelia.